# Buchet (bedrijf)

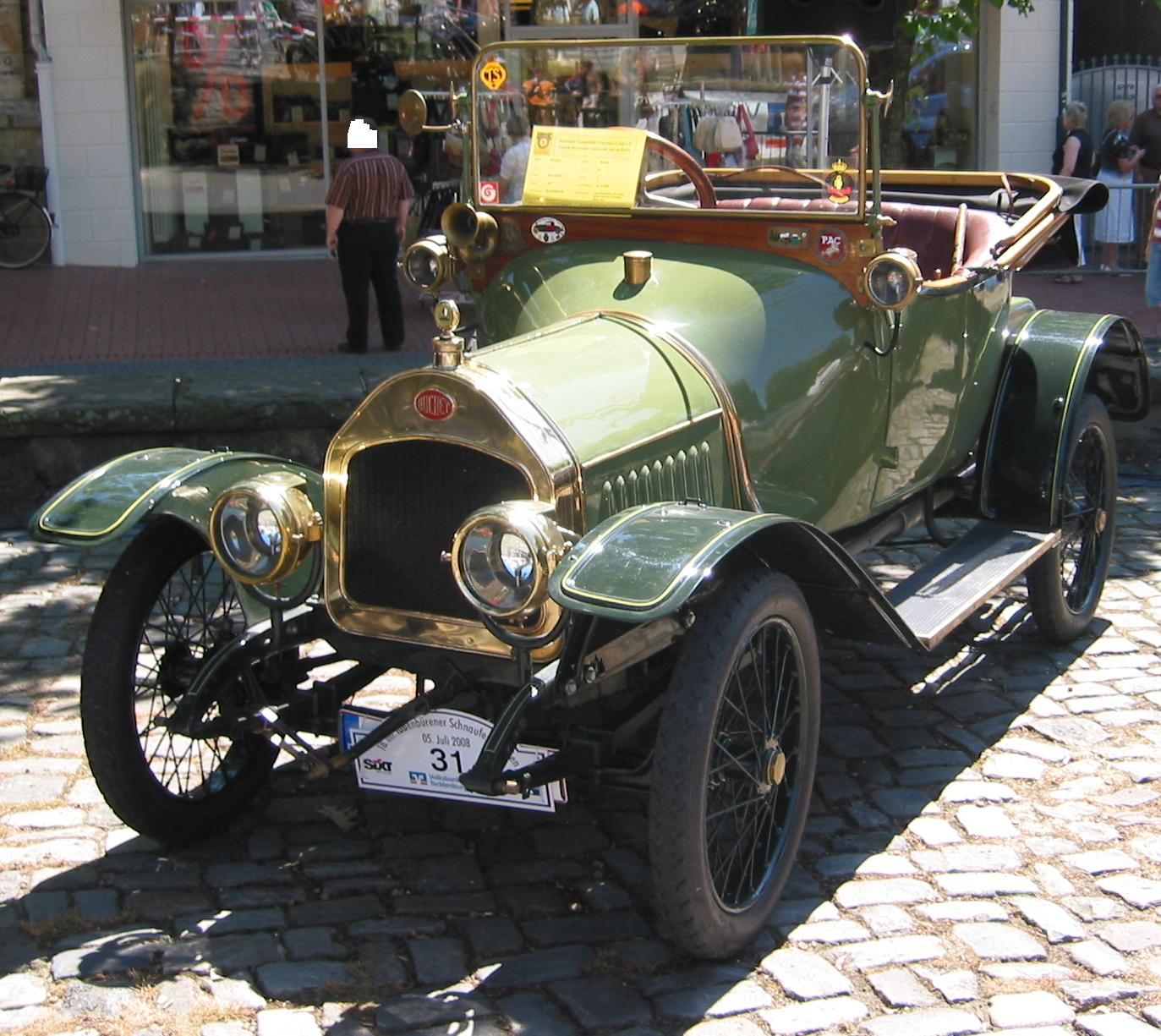
Buchet personenauto uit 1912

Buchet is een historisch Frans merk, onder andere van motorfietsen.
De bedrijfsnaam was: S.A. Buchet, Levallois-Perret.
Buchet was vooral bekend om zijn auto’s, gangmaakmotorfietsen en inbouwmotoren, hoewel er ook in beperkte aantallen motorfietsen gebouwd werden.
Een interessant blok was de 4245cc-paralleltwin die in 1903 voor de "Bête de Vitesse" (snelheidsbeest) racedriewieler gebouwd was. Alessandro Anzani ging bij Buchet werken omdat dit merk al beroemd was door zijn racemotoren. Anzani ging ook racen voor Buchet.
In 1906 verliet hij het bedrijf en begon voor zichzelf. Buchet bouwde na de Eerste Wereldoorlog geen motorfietsen meer, maar maakte tot het einde van de jaren twintig wel nog auto's.

## Trivia
De inbouwmotoren van Buchet werden in Frankrijk gebruikt door Bailieul (Levallois), La Foudre, Georges Richard (Puteaux), Regina (Parijs) en Stimula, (Cormatin) en in het Verenigd Koninkrijk door Charlton (Londen) en Powerful (Coventry), maar het schaalmodel dat Paul Cornu gebruikte om zijn helikopter te testen had ook een 2pk-Buchet-motor.